# Scandinavian Business Seating
Scandinavian Business Seating (ofte forkortet SB Seating) er et norsk holdingselskab,  der ejer de 3 stoleproducenter HÅG, RBM (Rabami) og RH (forkortelse for Rolf Holstensson). Scandinavian Business Seating har salgskontorer i Danmark,Tyskland, Nederlandene, England, Frankrig, Schweiz, Singapore og Kina.
Selskabet er hovedsageligt (85%) ejet af den svenske børsnoterede kapitalfond Ratos . 